# 財務分析
財務分析（ざいむぶんせき、英語：financial analysis）は、企業の財務諸表という客観性を有しかつ信頼性の高いデータを基礎として、当該企業の経営状況に関する情報を入手する方法である。監査においては、分析的手続きの一環として行われる。

## 概要
財務分析は、1960年代からアメリカの財務アナリストを中心に、企業の利益の量だけでなく質を問う概念として定着化していった。
財務分析は、分析を行う主体によって以下のように分けられる。
- 外部分析 - 経営者以外の立場から分析を行うものである。
  - 信用分析 - 企業の債務支払い能力を調べるための分析である。分析の主体は、売掛金の与信管理を行う取引先や、企業へ資金を融資する金融機関や、社債を購入する投資家などである。
  - 投資分析 - 企業の成長性、収益性などの投資価値を調べるための分析である。分析の主体は、企業の株式を購入する投資家などである。
- 内部分析 - 企業の経営者の立場から分析を行うものである。財務諸表以外のデータも活用される。内部分析については管理会計を参照のこと。

財務分析の一般的な手法としては、次のものが挙げられる。
- 実数分析 - 各指標の数値を前年数値または他社の数値等と比較する分析手法
- 比率分析 - 各指標の構成比率や相互比率等を通じて行う分析手法

## 分析の角度
分析の角度としては、以下5点があげられる。
収益性分析

企業の収益の水準を分析するものである。分析には主に損益計算書のデータを用いる。各種の利益率のほかに総資本利益率（ROA）、自己資本利益率（ROE）など
成長性分析 

企業の売上高や利益の水準の変化を分析するものである。分析は主に複数年度の損益計算書のデータを比較して伸び率を見ることで行う。年平均成長率(CAGR)など
安全性分析
企業の資産（資本）の調達構造を分析するものである。分析には主に貸借対照表のデータを用いて、長期・短期の支払い能力を評価する。自己資本比率、負債比率、流動比率、当座比率など
効率性分析
企業が資産（資本）をどれほど効率的に活用して売上高や利益といったアウトプットを上げることができているかを分析するものである。分析には損益計算書のデータと貸借対照表のデータの双方を用いる。総資本回転率、固定資産回転率など。
生産性分析
生産性つまり企業が投入した経営資源がもたらす付加価値を評価する。主に資本労働制、労働生産性を分析する。労働分配率など
これらの分析方法のうち、自己資本利益率（ROE）を出発点として、収益性分析・安全性分析・生産性分析を行う手法は、1919年にデュポン社によって開発されたもので、デュポン分析と呼ばれる。
これらの他に、資産（資本）以外の、「労働力」などの投入要素とアウトプットとの関係の分析は生産性分析と呼ばれる。